# Čistec německý
Čistec německý (Stachys germanica) je dvouletá rostlina z čeledi hluchavkovitých, která se vyskytuje na území velké části Evropy. Roste na slunných stráních, pastvinách, v lesních lemech či na okrajích cest. Kvete od června do srpna dvoupyskatými růžovofialovými květy na kratičkých stopkách, uspořádaných v lichopřeslenech, plodem jsou tvrdky. Chudě větvená nebo jednoduchá přímá lodyha dosahuje výšky 30–100 cm. Celá rostlina je hustě plstnatě chlupatá.
V ČR se vyskytuje vzácně v teplejších oblastech, jako je Český kras, Polabí nebo jižní Morava, je řazen mezi silně ohrožené druhy kategorie C2b.